# Вдовкин, Николай Михайлович
Николай Михайлович Вдовкин (род. 3 мая 1948 года, Казахстан) — эмальер, художник-монументалист, заслуженный художник Российской Федерации. Академик РАХ (2007).

## Биография
Родился 3 мая 1948 года в селе Петровка Карагандинской областие.
В 1972 году стал выпускником Московского Высшего художественно-промышленного училища, учился на факультете «Интерьер и оборудование». Его педагогами были Ю. Е. Милюков, А. А. Овчинников.
В 1975 году стал членом союза художников СССР. С 1983 по 1989 год был председателем правления союза художников Хабаровской организации. В 2001 году — член ТСХР.
В 2002 году ему присвоили звание «Заслуженного художника Российской Федерации». В 2003 году стал профессором Высшей школы дизайна Южного Федерального университета города Ростова-на-Дону.
Преподавал ДПИ в Донском государственном техническом университете. Профессор с 2016 года.
Работы Николая Вдовкина находятся в музее «Старая мельница» в Германии, в музее витража и эмали в Нидерландах, в музее фарфора города Милана, в музее эмали города Кечкемета в Венгрии, в галерее Мартин в городе Сиссах в Швейцарии, в национальной галерее современного искусства города Мумбай в Индии, а также в России, Австралии, Японии, Голландии и Бельгии.

## Творческие работы
- Площадь Славы города Хабаровска (1973);
- Витраж «Цвети мой край», город Хабаровск (1978);
- Витраж в музыкальной школе города Хабаровска (1980);
- Флорентийская мозаика «Дальний восток», гостиница «Интурист», город Хабаровск (1982);
- Оформление гостиничного комплекса, город Хабаровск (1983—1985);
- Комплексное оформление курорта «Кульдур», Амурской области (1987—1989);
- Роспись и эмаль в молодежном центре города Петропавловска-Камчатский (1990—1991);
- Роспись в Никольском соборе и панно в экстерьере здания, город Кисловодск (2002—2007);
- Ольгинский храм в городе Железноводске (роспись, эмаль, витражи) (1992—1994);
- Покровский собор в городе Минеральные воды (эмалевые иконы) (1995—1996);
- Храм Георгия Победоносца в комплексе «Рокада» Минераловодского района (витражи, эмаль, роспись)(2004—2005);
- Храм Преображение Господня, город Бежецк Тверской области (роспись)(2000—2001);
- «Протуберанец» горячая эмаль, (2013);
- «Ноша» горячая эмаль (2011);
- «Мольба» горячая эмаль (2010);
- «Полет над Феогдоном» горячая эмаль (2010);
- «Красный воин» горячая эмаль (2011)[1].

## Награды
- Лауреат премии Хабаровского комсомола (1978);
- Золотая медаль Российской академии художеств (2002);
- Золотая медаль ТСХР (2003);
- Золотая медаль Союза художников России (2008)[1].